# 766 до н. е.

## Події
Зіткнення урартів та ассирійців.

### Астрономічні явища
- 20 лютого. Повне сонячне затемнення.[1]
- 17 серпня. Кільцеподібне сонячне затемнення.[1]